# Jakob van der Auwera
Jakob van der Auwera (* 17. Februar 1672 in Mecheln; † 26. Februar 1760 in Würzburg) war ein Würzburger Hofbildhauer flämischer Herkunft.
Auwera war an der Arbeit der Ausstattung des Würzburger Schlosses beteiligt. Er schuf viele Skulpturen und dekorative Arbeiten in Würzburg und Umgebung. Seine Werke wurden sowohl vom italienischen Barock als auch vom italienischen Bildhauer Gian Lorenzo Bernini geprägt.
Jakob van der Auwera war der Vater von Johann Wolfgang van der Auwera und Lukas Anton van der Auwera.

## Werke

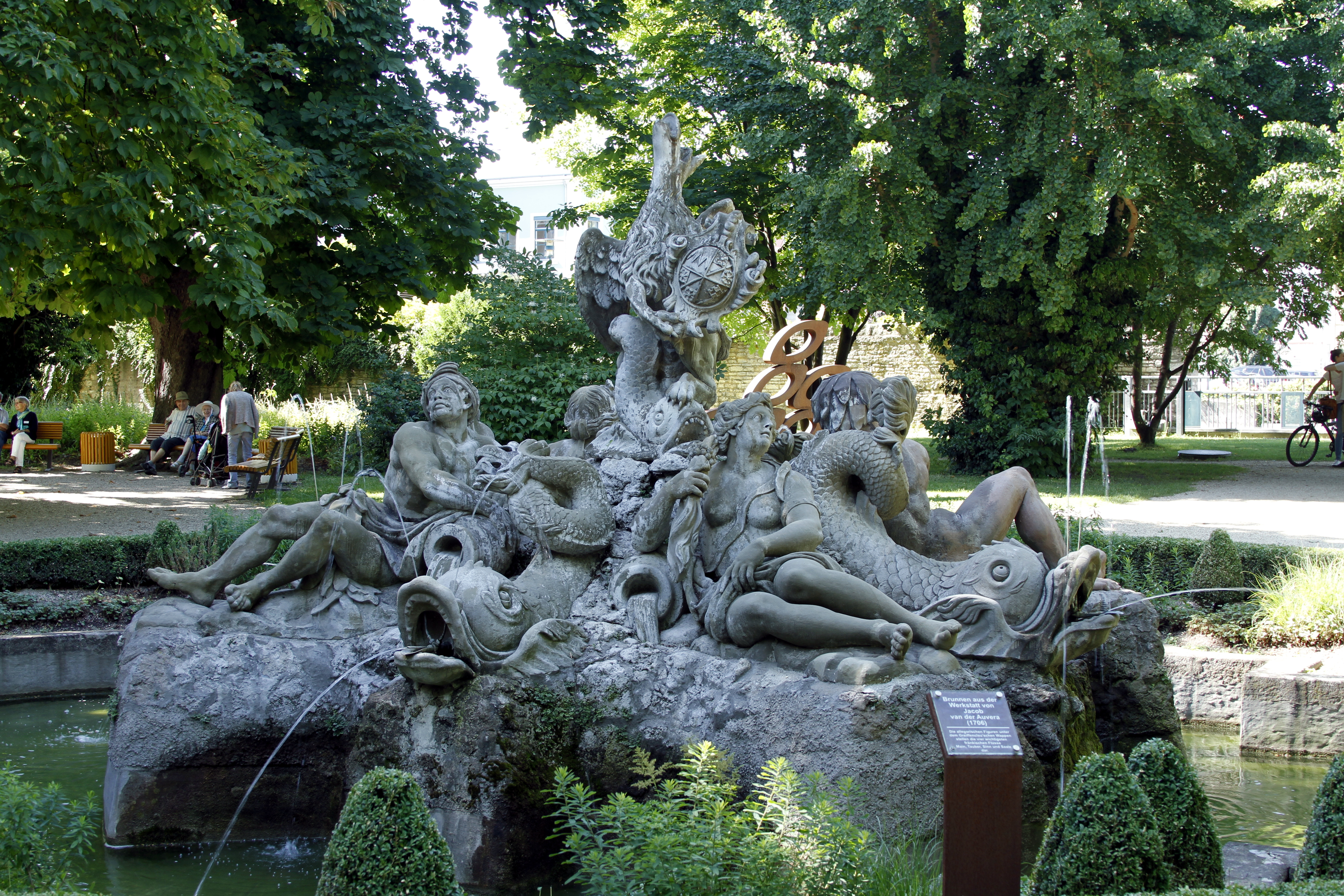
Vierströmebrunnen in Würzburg
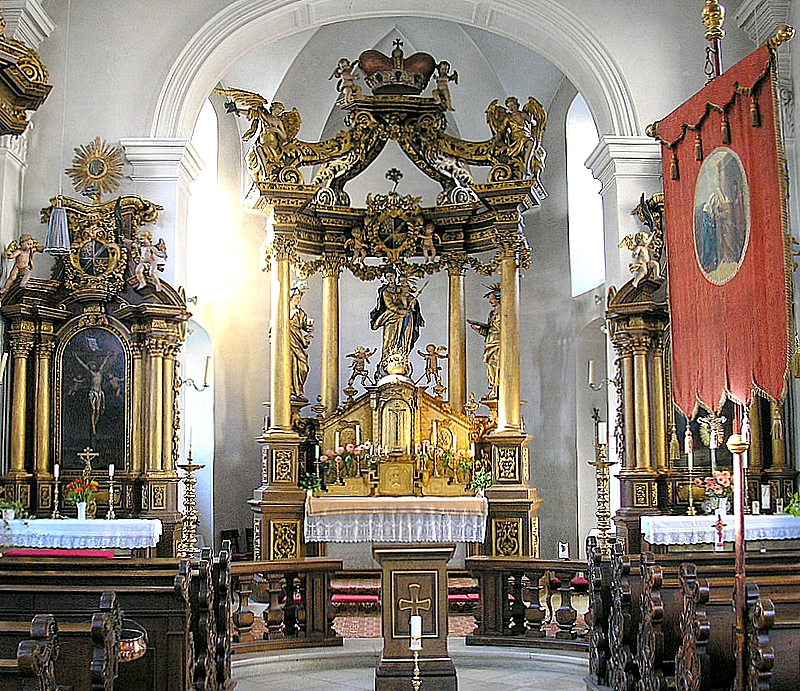
Altarraum der Schlosskirche Gereuth
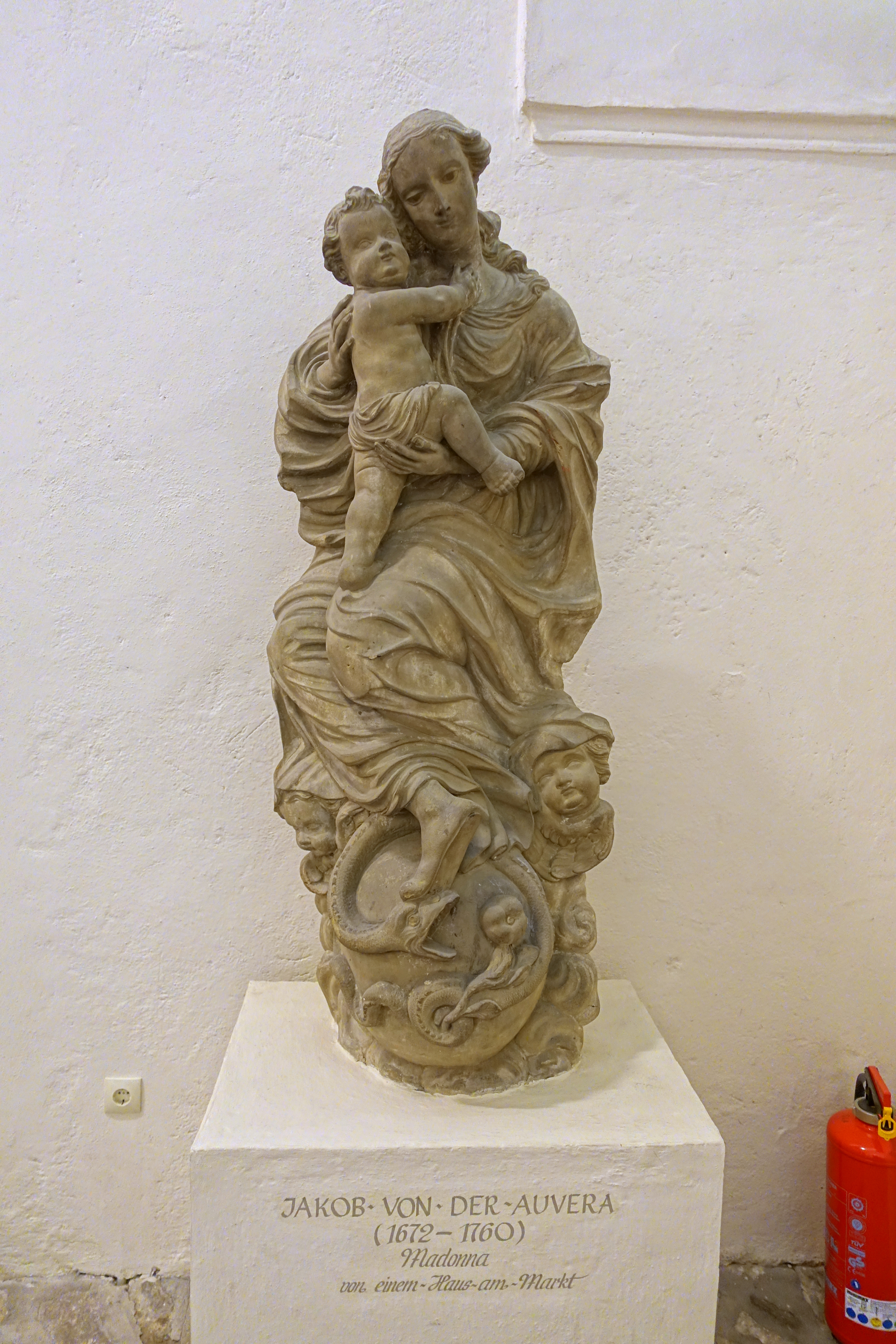
Madonnenstatue im Mainfränkischen Museum in Würzburg
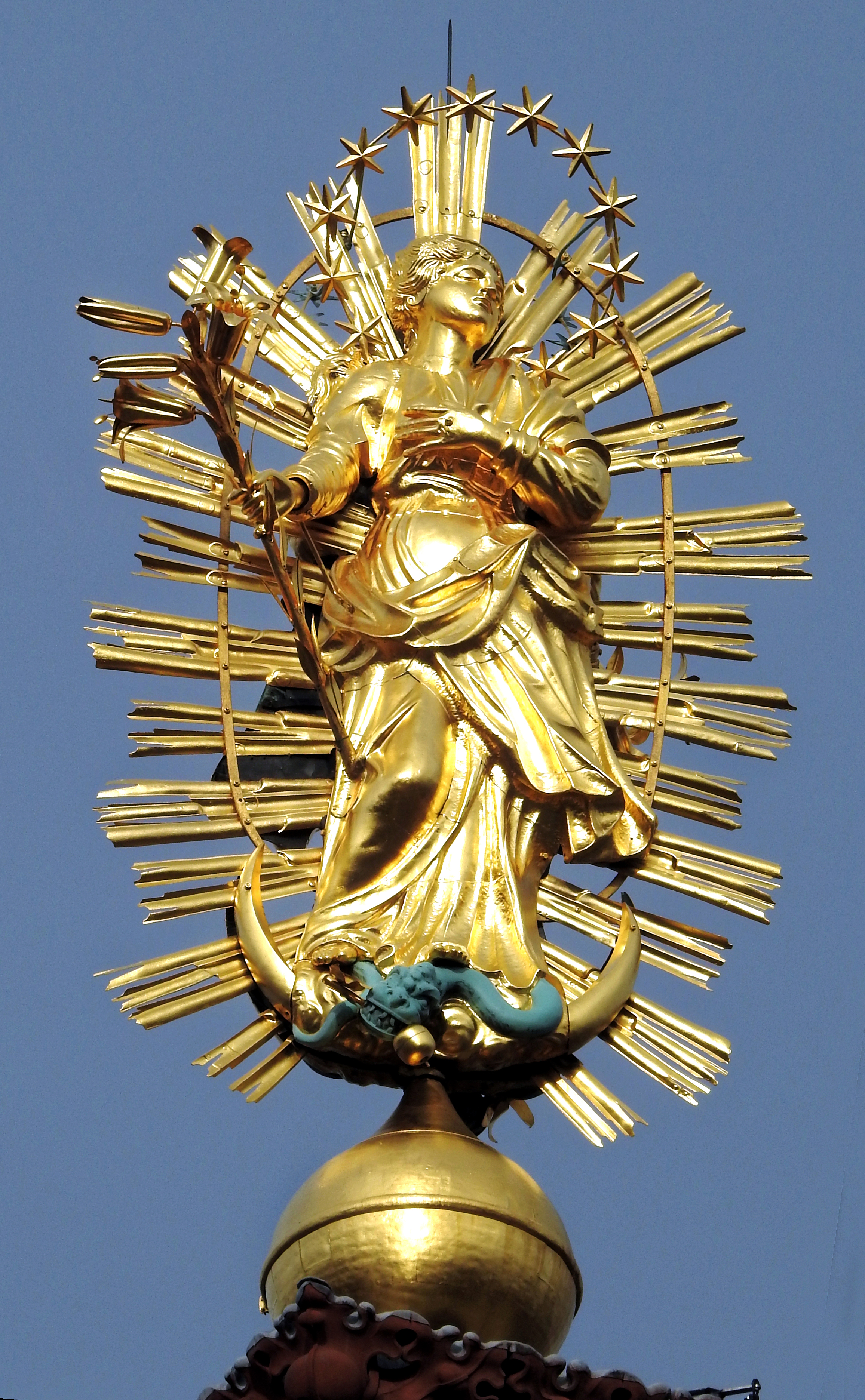
Turmspitze der Marienkapelle

### Weitere Werke
- Kolossalbrunnen im Kloster Ebrach
- Chorstühle im Würzburger Dom
- Portalskulpturen der Neumünsterkirche (Würzburg)
- Portalskulpturen der Peterskirche